# Melychiopharis
Melychiopharis is een geslacht van spinnen uit de  familie van de wielwebspinnen (Araneidae).

## Soorten
- Melychiopharis bibendum Brescovit, Santos & Leite, 2011
- Melychiopharis cynips Simon, 1895